# Buthus goyffoni
Espèce
Buthus goyffoni est une espèce de scorpions de la famille des Buthidae.

## Distribution
Cette espèce est endémique d'Algérie. Elle se rencontre vers El Tarf.

## Description
Le mâle holotype mesure 45,7 mm, les mâles mesurent de 45 à 49 mm et les femelles de 31 à 36 mm.

## Étymologie
Cette espèce est nommée en l'honneur de Max Goyffon (1935-2020).

## Publication originale
- Abidi, Sadine, Houhamdi, Madoui & Lourenço, 2021 : « The genus Buthus Leach, 1815 in Algeria (Scorpiones: Buthidae) and a possible new case of vicariant species. » Revista Iberica de Arachnologia, no 38, p. 81-86.